# Águeda - Crónica, Paisagens, Tradições
Águeda - Crónica, Paisagens, Tradições é o título de uma obra em poesia do escritor português Adolfo Rodrigues da Costa Portela, publicada em 1904.